# D.F.C. in het seizoen 1967/68
Het seizoen 1967/1968 was het 14e jaar in het bestaan van de Dordtse betaaldvoetbalclub D.F.C.. De club kwam uit in de Eerste divisie en eindigde daarin op de 10e plaats. Tevens deed de club mee aan het toernooi om de KNVB beker, hierin werd de ploeg in de groepsfase uitgeschakeld.

## Wedstrijdstatistieken

### Eerste divisie
|       | AZ '67 | Blauw-Wit | FC Den Bosch '67 | SC Cambuur | Eindhoven | Elinkwijk | Haarlem | Heracles | Holland Sport | HVC   | RBC   | RCH   | SVV   | Velox | Vitesse | De Volewijckers | FC VVV | Willem II |
| ----- | ------ | --------- | ---------------- | ---------- | --------- | --------- | ------- | -------- | ------------- | ----- | ----- | ----- | ----- | ----- | ------- | --------------- | ------ | --------- |
| Thuis | 1 – 1  | 2 – 0     | 6 – 1            | 2 – 4      | 4 – 1     | 2 – 4     | 0 – 0   | 1 – 1    | 0 – 3         | 4 – 0 | 6 – 0 | 5 – 2 | 3 – 0 | 4 – 0 | 1 – 3   | 1 – 1           | 4 – 2  | 2 – 1     |
| Uit   | 0 – 0  | 4 – 0     | 0 – 0            | 1 – 0      | 3 – 1     | 1 – 1     | 0 – 0   | 2 – 2    | 4 – 1         | 2 – 0 | 3 – 0 | 1 – 2 | 1 – 1 | 2 – 3 | 1 – 1   | 0 – 2           | 2 – 1  | 4 – 2     |

### KNVB beker
| Groepsfase                                         | RBC                                    | 0 – 1 (0 – 0) | D.F.C.           |
| 25 februari 1968 Plaats: Dordrecht De Luiten       |                                        |               | 50' Jan Klijnjan |
| Groepsfase                                         | Feijenoord                             | 2 – 1 (1 – 0) | D.F.C.           |
| 14 maart 1968 Plaats: Rotterdam Stadion Feijenoord | Rob Theuns 42', 81'                    |               | 53' Ad Vermolen  |
| Groepsfase                                         | Excelsior                              | 3 – 0 (2 – 0) | D.F.C.           |
| 24 maart 1968 Plaats: Rotterdam Woudestein         | George Velberg 13' Joop Munne 37', 72' |               |                  |

## Statistieken D.F.C. 1967/1968

### Eindstand D.F.C. in de Nederlandse Eerste divisie 1967 / 1968
| Stand | Gespeeld | Gewonnen | Gelijk | Verloren | Punten | Doelpunten voor | Doelpunten tegen |
| ----- | -------- | -------- | ------ | -------- | ------ | --------------- | ---------------- |
| 10e   | 36       | 13       | 11     | 12       | 37     | 65              | 55               |

### Topscorers
| #                    | Naam               | Goal |
| -------------------- | ------------------ | ---- |
| 1.                   | Ad Vermolen        | 12   |
| 2.                   | Cock Luyten        | 11   |
| 3.                   | Jan Klijnjan       | 10   |
| 4.                   | Co Onsman          | 9    |
| 5.                   | John ten Oever     | 4    |
| 6.                   | Chris Bouman       | 3    |
| 7.                   | Ad Bakker          | 2    |
| 7.                   | Henk de Blok       | 2    |
| 7.                   | Wim de Kreek       | 2    |
| 7.                   | Jan van Sluijsdam  | 2    |
| 7.                   | Jac Valk           | 2    |
| 7.                   | Piet Vrauwdeunt    | 2    |
| 13.                  | Wim Delmee         | 1    |
| 13.                  | Jan van der Dussen | 1    |
| Onbekende doelpunten |                    |      |
| –                    | Onbekend           | 2    |
| Totaal               | Totaal             | 65   |

| #      | Naam         | Goal |
| ------ | ------------ | ---- |
| 1.     | Jan Klijnjan | 1    |
| 1.     | Ad Vermolen  | 1    |
| Totaal | Totaal       | 2    |

## Voetnoten
AZ '67 ·
Blauw-Wit ·
Cambuur ·
FC Den Bosch '67 ·
D.F.C. ·
Elinkwijk ·
Eindhoven ·
Haarlem ·
Heracles ·
Holland Sport ·
HVC ·
RBC ·
RCH ·
SVV ·
Velox ·
Vitesse ·
De Volewijckers ·
FC VVV ·
Willem II